# Nurallao
Nurallao är en ort och kommun i provinsen Sydsardinien i regionen Sardinien i sydvästra Italien. Kommunen hade 1 250 invånare (2017).